# Estação Biegovaia
Biegovaia (em russo:  Беговая) é uma das estações da linha Tagansko-Krasnopresnenskaia (Linha 7) do Metro de Moscovo, na Rússia. Estação «Biegovaia» está localizada entre as estações «Ulitsa Tysiatcha Deviatssot Piatogo Goda» e «Polejaevskaia».